# Tizenkét dühös ember (film, 1997)
A Tizenkét dühös ember (eredeti cím: 12 Angry Men)  1997-ben bemutatott filmdráma, mely a 40 évvel korábban Henry Fonda főszereplésével készült azonos című film remake-je.

## Cselekmény
1990-es évek, az USA egyik nagyvárosa.
A történet egy bírósági tárgyalás végével kezdődik. Egy latinos arcú fiatalember a vádlott, akit az apja megölésével vádolnak. A bírónő a tizenkét esküdt feladatait ismerteti, akiknek teljes egyetértéssel ki kell mondaniuk, hogy a vádlott kétségkívül bűnös-e, vagy a váddal szemben alapos kétség merült-e fel. Az esküdteket átvezetik egy közeli szobába, ahol egy bírósági őr előírás szerint rájuk zárja az ajtót.
Az ügy egyszerűnek látszik, mivel két szemtanú is van, akik látták, illetve hallották az eseményeket, az ő vallomásaik alapján a vádlott éjfél körül egy rugós tőrrel megölte az apját, majd elmenekült és hajnali háromkor visszatért a helyszínre, ahol a rendőrök elfogták. A mintás markolatú tőrt néhány nappal korábban vásárolta egy közeli boltban.
Az esküdtek rögtön gyors szavazást tartanak, amivel majdnem döntésre jutnak: tizenegy esküdt bűnösnek tartja, és csak egy esküdt kételkedik a bizonyítékokban.
Aprólékos vizsgálatok és szenvedélyes viták után a vallomások kétségesnek bizonyulnak, a tanúk megbízhatatlannak, a bizonyítékok sorra meginognak. Végül mindegyik esküdt egyenként és nyilvánosan a „nem bűnös” ítéletre szavaz.
Az esküdtek
- 1. esküdt / elnök (Courtney B. Vance): középiskolai labdarúgóedző. Ösztönösen felveszi az irányító szerepet, ezért a többiek kinevezik „elnök”-nek, aki levezeti az ülést.
- 2. esküdt (Ossie Davis): bankpénztáros
- 3. esküdt (George C. Scott): üzletember; a fő ellenfél a filmben. Könnyen dühös lesz. A fiával nincs jó kapcsolatban, évek óta nem látta. Még akkor is bűnösnek tartja a vádlottat, amikor a bizonyítékok ennek ellenkezőjére mutatnak.
- 4. esküdt (Armin Mueller-Stahl): részvényekkel dolgozó bróker; logikusan érvel, nem ragadja el a hév, mint időnként a többi esküdtet.
- 5. esküdt (Dorian Harewood): szociális munkás. A vádlotthoz hasonló körülmények között nőtt fel, ezért személyesen érintik a vádlottal szemben felhozott előítéletek.
- 6. esküdt (James Gandolfini): szobafestő; türelmes és tisztelettel figyel másokra.
- 7. esküdt (Tony Danza): nagykereskedő; az ügy és a vádlott sorsa egyáltalán nem érdekli, csak az este nyolckor kezdődő baseballmeccsre akar eljutni, amire két jegye van. Türelmetlen és durva a többiekkel, sokszor tréfálkozik.
- 8. esküdt (Jack Lemmon): építész; főszereplő, ő az első esküdt, aki nincs meggyőződve a vádlott bűnösségéről, ezzel a véleményével szemben áll a többi tizenegy esküdttel. A történet végére a 9-es esküdttel megbarátkozik. Filmbéli neve Davis. Két gyereke van.
- 9. esküdt (Hume Cronyn): idős, bölcs férfi, jó megfigyelő. Hamar a 8-as esküdt mellé áll. A történet végére megbarátkoznak és bemutatkoznak egymásnak. Filmbéli neve McArdle.
- 10. esküdt (Mykelti Williamson): autómosó tulajdonosa; nagy hangú, erőszakos. Szélsőséges véleménye van „ezekkel” szemben. Gyakran a többiek szavába vág. A történet vége felé megvonják tőle a szót egy különösen durva kirohanása után.
- 11. esküdt (Edward James Olmos): órás; Kelet-Európából vándorolt be az Amerikai Egyesült Államokba. Hisz abban, hogy az igazságnak győznie kell.
- 12. esküdt (William Petersen): a reklámszakmában dolgozik; véleményét könnyedén változtatja a többiek meghallgatása után.

## Szereposztás
| Szerep               | Színész             | Magyar hangja (1. szinkron, 1998) | Magyar hangja (2. szinkron) |
| -------------------- | ------------------- | --------------------------------- | --------------------------- |
| Első esküdt          | Courtney B. Vance   | Háda János                        | ?                           |
| Második esküdt       | Ossie Davis         | Szabó Ottó                        | Balázsi Gyula               |
| Harmadik esküdt      | George C. Scott     | Rajhona Ádám                      | Kertész Péter               |
| Negyedik esküdt      | Armin Mueller-Stahl | Szersén Gyula                     | Barbinek Péter              |
| Ötödik esküdt        | Dorian Harewood     | Galambos Péter                    | Damu Roland                 |
| Hatodik esküdt       | James Gandolfini    | Csuja Imre                        | Háda János                  |
| Hetedik esküdt       | Tony Danza          | Csankó Zoltán                     | Kapácsy Miklós              |
| Nyolcadik esküdt     | Jack Lemmon         | Dobránszky Zoltán                 | Uri István                  |
| Kilencedik esküdt    | Hume Cronyn         | Kun Vilmos                        | Garai Róbert                |
| Tizedik esküdt       | Mykelti Williamson  | Hankó Attila                      | Kassai Károly               |
| Tizenegyedik esküdt  | Edward James Olmos  | Papp János                        | Németh Gábor                |
| Tizenkettedik esküdt | William Petersen    | Kautzky Armand                    | Harmath Imre                |
| Bírónő               | Mary McDonnell      | Andresz Kati                      | Szórádi Erika               |
| Őr                   | Tyrees Allen        | Imre István                       | Szinovál Gyula              |
| Vádlott              | Douglas Spain       | néma szerep                       | néma szerep                 |

## Megjelenése
A film DVD-n 2001. március 6-án jelent meg.

## Fogadtatás
A filmkritikusok véleményét összegző Rotten Tomatoes 100%-ra értékelte 11 vélemény alapján.

## Érdekesség
A történetben felbukkanó néhány vallomás, bizonyíték és azok cáfolatai:
- Az idős férfi tanú elmondás szerint meghallván egy test zuhanását, a lakása ajtajához ment és látta a vádlottat lerohanni a lépcsőn. Az ő lakásuk az övé fölött volt, a két lakás beosztása azonos.
A lakás alaprajza és a méretek alapján rekonstruálják, hogy mennyi idő alatt érhetett a tanú a lakása ajtajáig (a távolság 12 méter), és 42 másodpercet mérnek. A tanú szerint neki erre kb. 15 másodperc is elég volt.
- A férfi tanú – saját vallomása szerint – hallotta, amint a fiatalember kiabált az apjával és azt mondta, hogy megöli őt.
Mivel a lakása ablaka mellett közvetlenül a magasvasút haladt el és az ablak nyitva volt, valamint a vonat éppen akkor haladt el ott, a nagy zaj miatt nem érthette, hogy mit kiabálnak a fölötte lévő lakásban (ha egyáltalán meghallotta azt).
- A női tanú az éppen elhaladó magasvasút ablakain keresztül látta a vádlottat, amint leszúrta az apját.
A tanú szemüveges, de azt éjszaka az ágyában valószínűleg nem viselhette, hiszen aludni akart, vagyis nem láthatta tisztán az elkövetőt, aki legalább 20 méterre volt tőle.
- A vádlott állítása szerint éjfélkor elment otthonról és moziba ment, azonban amikor elfogták, nem emlékezett, hogy miről szóltak a filmek, illetve, hogy kik voltak a szereplők.
A 8. esküdt a 4. esküdt kérdezgetésével rámutat arra, hogy ő sem emlékszik pontosan egy néhány napja látott film címére, sem a szereplők nevére, ráadásul a vádlottat érzelmileg felzaklatott állapotban hallgatták ki a saját lakásán, hiszen halott apja a szomszéd szobában volt.
- A női tanú szerint a szúrás fentről lefelé történt.
A vádlott 15 cm-rel alacsonyabb az apjánál, ráadásul a gyilkos eszköz tipikus használata az, hogy alulról felfelé szúrnak vele (amint azt az egyik esküdt tapasztalata alátámasztotta).

## Fordítás
- Ez a szócikk részben vagy egészben  a(z)   12 Angry Men (1997 film) című angol Wikipédia-szócikk fordításán alapul.  Az eredeti cikk szerkesztőit annak laptörténete sorolja fel. Ez a jelzés csupán a megfogalmazás eredetét és a szerzői jogokat jelzi, nem szolgál a cikkben szereplő információk forrásmegjelöléseként.